# Lista de jogos eletrônicos de X-Men

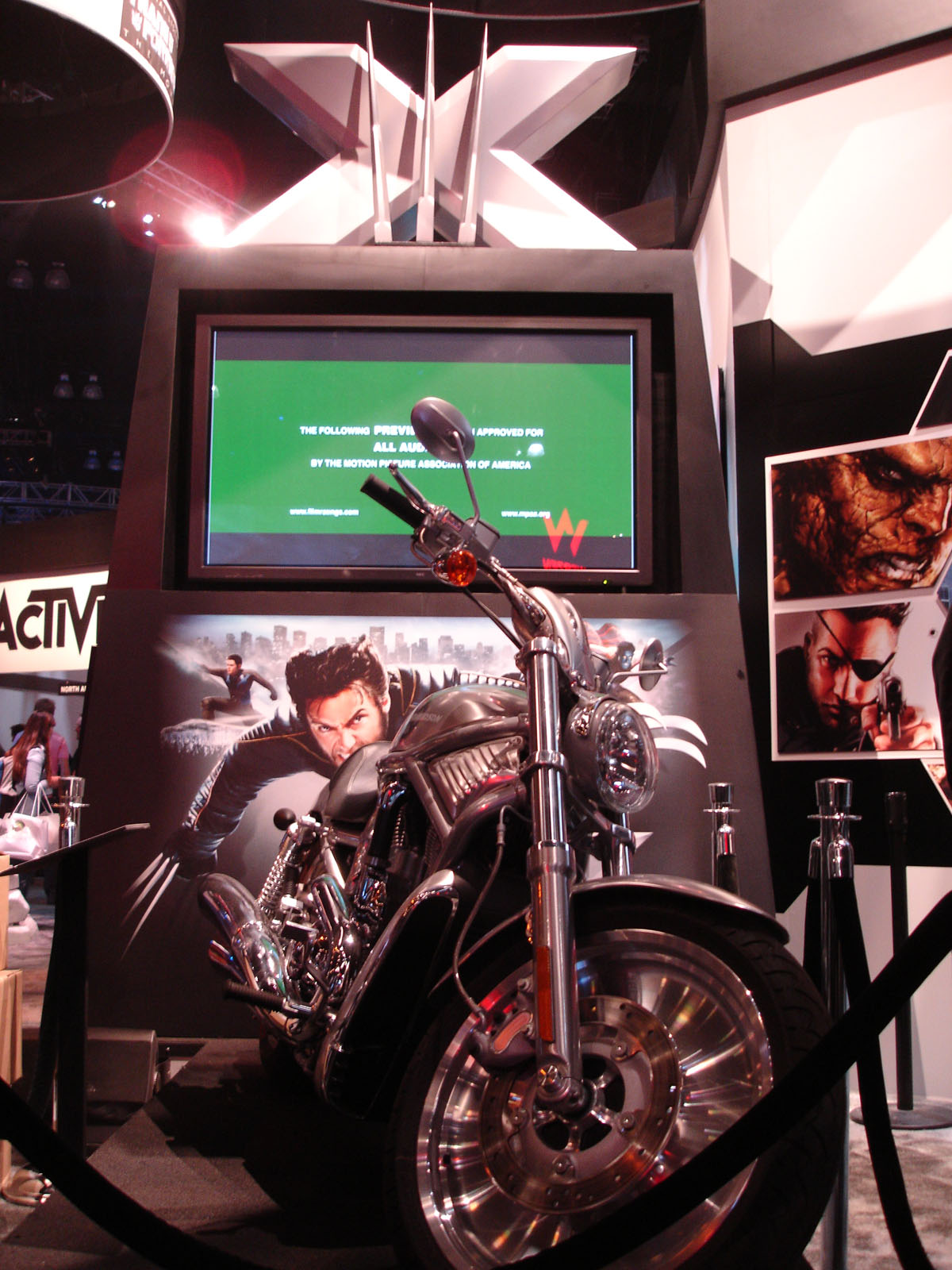
An X-Men booth at the 2006 Electronic Entertainment Expo, promoting X-Men: The Official Game

Os X-Men são uma equipe fictícia de super-heróis do universo da Marvel Comics. O grupo estreou no ano de 1963, em uma série de quadrinhos homônimo. A partir de 1989, os personagens apareceram em adaptações de jogos eletrônicos para consoles domésticos, portáteis, fliperamas e computadores pessoais. Um jogo anterior foi planejado para computadores domésticos em 1985, mas o desenvolvedor faliu antes do lançamento. Os primeiros jogos foram lançados em plataformas domésticas de 8 bits e a série expandiu-se para consoles portáteis e fliperamas no início dos anos 90. A maioria dos jogos relacionados aos X-Men foram lançados em várias plataformas, especialmente aqueles lançados nos anos 2000. Várias empresas desenvolveram entradas na franquia, incluindo: Paragon Software, Software Creations, Konami e a Capcom. Os títulos são jogos de ação que colocam os X-Men contra os supervilões da Marvel, geralmente assumindo a forma de jogos de luta e beat 'em up. Cada jogo eletrônico apresenta diferentes grupos de heróis e vilões da equipe, e normalmente permite que os jogadores controlem vários personagens.
Um personagem dos X-Men, Wolverine, estrelou vários jogos de ação de mesmo nome; o primeiro foi intitulado Wolverine e lançado em 1991. Os personagens da equipe também aparecem com frequência nos jogos da Marvel que se concentram em várias de suas franquias de quadrinhos, incluindo Marvel vs. Capcom: Clash of Super Heroes e Marvel: Ultimate Alliance. A franquia também detém vários recordes no Guinness World, incluindo a maioria dos jogos baseados em um grupo de super-heróis, o primeiro jogo de luta em equipes, o primeiro jogo de super-herói de tiro em primeira pessoa, e o maior número de jogadores simultâneos em um jogo de arcade.

## Jogos
| Título | Detalhes |
| --- | --- |
| The Uncanny X-Men Data de lançamento original:[carece de fontes?] - AN: Dezembro de 1989                                                | Anos de lançamento por sistema: 1989 – Nintendo Entertainment System[carece de fontes?] |
| The Uncanny X-Men Data de lançamento original:[carece de fontes?] - AN: Dezembro de 1989                                                | Notas: - O desenvolvedor externo deste jogo eletrônico de ação não foi divulgado, embora algumas especulações sugeriam que a Pixel teria sido a desenvolvedora. O jogo foi publicado pela LJN. - Estreia os seguintes personagens: Colossus, Ciclope, Homem de Gelo, Noturno, Tempestade, e Wolverine. |
| X-Men: Madness in Murderworld Data de lançamento original: - AN: 1989 - EU: 1989                                                        | Anos de lançamento por sistema: 1989 – Commodore 64, PC[carece de fontes?] |
| X-Men: Madness in Murderworld Data de lançamento original: - AN: 1989 - EU: 1989                                                        | Notas: - Jogo eletrônico de ação para computadores desenvolvido e publicado pela Paragon Software. |
| X-Men II: The Fall of the Mutants Data de lançamento original: - AN: Janeiro de 1990                                                    | Anos de lançamento por sistema: 1990 – PC |
| X-Men II: The Fall of the Mutants Data de lançamento original: - AN: Janeiro de 1990                                                    | Notas: - Jogo eletrônico de ação e aventura desenvolvido pela Paragon Software. |
| X-Men Data de lançamento original: 1992                                                                                                 | Anos de lançamento por sistema: 1992 – Arcade 2010 – PlayStation 3, Xbox 360 2011 – iOS 2011 – Android |
| X-Men Data de lançamento original: 1992                                                                                                 | Notas: - Jogo eletrônico de beat 'em up com rolagem lateral desenvolvido pela Konami. - Estreia os seguintes personagens: Colossus, Ciclope, Cristal, Noturno, Tempestade e Wolverine contra vários vilões do X-Men. - Jogo multijogador lançado em duas versões: quatro e seis jogadores. - Possui um recorde no Guinness World com o maior número de jogadores simultâneos em um jogo de arcade. - Usa uma exibição de dois monitores. - Lançado para os consoles PlayStation 3 e Xbox 360 via PlayStation Network e Xbox Live Arcade, respectivamente. |
| Spider-Man and the X-Men: Arcade's Revenge Data de lançamento original: - AN: Novembro de 1992 - EU: 19 de agosto de 1993               | Anos de lançamento por sistema: 1992 – Genesis, Super NES 1993 – Game Boy 1994 – Game Gear |
| Spider-Man and the X-Men: Arcade's Revenge Data de lançamento original: - AN: Novembro de 1992 - EU: 19 de agosto de 1993               | Notas: - Jogo eletrônico de ação desenvolvido pela Software Creations. - Versão do Game Boy desenvolvida pela Unexpected Development. - Estreia os seguintes personagens: Ciclope, Gambit, Homem-Aranha, Tempestade e Wolverine. |
| X-Men Data de lançamento original:[carece de fontes?] - AN: 1993 - JP: 1993                                                             | Anos de lançamento por sistema: 1993 – Genesis |
| X-Men Data de lançamento original:[carece de fontes?] - AN: 1993 - JP: 1993                                                             | Notas: - Jogo eletrônico de ação desenvolvido pela Sega. |
| X-Men Data de lançamento original: - AN: Janeiro de 1994                                                                                | Anos de lançamento por sistema: 1994 – Game Gear |
| X-Men Data de lançamento original: - AN: Janeiro de 1994                                                                                | |
| X-Men: Mutant Apocalypse Data de lançamento original:[carece de fontes?] - AN: Novembro de 1994 - JP: 3 de janeiro de 1995              | Anos de lançamento por sistema: 1994 – Super NES |
| X-Men: Mutant Apocalypse Data de lançamento original:[carece de fontes?] - AN: Novembro de 1994 - JP: 3 de janeiro de 1995              | Notas: - Jogo de plataforma de ação desenvolvido pela Capcom. - Conflitos dos X-Men centrados em Genosha. - Estreia os seguintes personagens: Fera, Ciclope, Gambit, Psylocke e Wolverine. |
| X-Men: Children of the Atom (video game) Data de lançamento original:[carece de fontes?] - AN: 1994 - JP: Dezembro de 1994              | Anos de lançamento por sistema: 1994 – Arcade, PC, PlayStation, Sega Saturn |
| X-Men: Children of the Atom (video game) Data de lançamento original:[carece de fontes?] - AN: 1994 - JP: Dezembro de 1994              | Notas: - Jogo eletrônico de luta para arcade desenvolvido pela Capcom. - Versão para consoles desenvolvida pela Acclaim Entertainment. - Apresenta vários heróis e vilões da série X-Men. - Ele é um dos jogos eletrônicos do X-Men mais bem classificados. |
| X-Men: Gamesmaster's Legacy Data de lançamento original: - AN: 1995 - EU: 1995                                                          | Anos de lançamento por sistema: 1995 – Game Gear |
| X-Men: Gamesmaster's Legacy Data de lançamento original: - AN: 1995 - EU: 1995                                                          | Notas: - Jogo eletrônico de ação desenvolvido pela Sega. - Estreia os seguintes personagens: Bishop, Ciclope, Gambit, Jean Grey, Rogue, Tempestade e Wolverine. |
| X-Men 2: Clone Wars Data de lançamento original: - AN: 1995 - EU: 1995                                                                  | Anos de lançamento por sistema: 1995 – Genesis |
| X-Men 2: Clone Wars Data de lançamento original: - AN: 1995 - EU: 1995                                                                  | Notas: - Sequência do título X-Men de 1993. - Estreia os seguintes personagens: Fera, Ciclope, Gambit, Magneto, Noturno, Psylocke e Wolverine. |
| X-Men vs. Street Fighter Data de lançamento original:[carece de fontes?] - JP: Setembro de 1996 - AN: 1996                              | Anos de lançamento por sistema: 1996 – Arcade[carece de fontes?] 1997 – Sega Saturn 1998 – PlayStation |
| X-Men vs. Street Fighter Data de lançamento original:[carece de fontes?] - JP: Setembro de 1996 - AN: 1996                              | Notas: - Jogo de luta para arcade desenvolvido pela Capcom. - Apresenta heróis e vilões dos quadrinhos do X-Men. - Inclui um erro de software que permite aos jogadores executar combos de ataque indefinidamente.[carece de fontes?] - Possui um recorde no Guinness World por ser o primeiro jogo de luta a contar com batalhas em duplas. |
| X-Men 3: Mojo World Data de lançamento original: - AN: 1996                                                                             | Anos de lançamento por sistema: 1996 – Game Gear, Master System |
| X-Men 3: Mojo World Data de lançamento original: - AN: 1996                                                                             | Notas: - Jogo eletrônico de ação desenvolvido pela Sega. - No Brasil, o jogo foi lançado para Master System.[carece de fontes?] - Features Ciclope, Gambit, Destrutor, Psylocke, Rogue, Shard e Wolverine. |
| X-Men: The Ravages of Apocalypse Data de lançamento original: - AN: 30 de novembro de 1997                                              | Anos de lançamento por sistema: 1997 – PC |
| X-Men: The Ravages of Apocalypse Data de lançamento original: - AN: 30 de novembro de 1997                                              | Notas: - Conversão total comercial do motor de Quake. - Desenvolvido por Zero Gravity e publicado pela WizardWorks. - Detém um recorde no Guinness World como o primeiro do gênero de tiro em primeira pessoa com super-herói. |
| X-Men: Mutant Academy Data de lançamento original: - AN: 11 de julho de 2000 - JP: 12 de abril de 2001 - EU: 18 de agosto de 2000       | Anos de lançamento por sistema: 2000 – Game Boy Color, PlayStation |
| X-Men: Mutant Academy Data de lançamento original: - AN: 11 de julho de 2000 - JP: 12 de abril de 2001 - EU: 18 de agosto de 2000       | Notas: - Apresenta vários heróis e vilões da série X-Men. - Publicado pela Activision e desenvolvido pela Paradox Development (PlayStation) e Crawfish Int. (Game Boy Color). |
| X-Men: Mutant Wars Data de lançamento original: - AN: Novembro de 2000 - EU: 17 de novembro de 2000                                     | Anos de lançamento por sistema: 2000 – Game Boy Color |
| X-Men: Mutant Wars Data de lançamento original: - AN: Novembro de 2000 - EU: 17 de novembro de 2000                                     | Notas: - Jogo eletrônico de beat 'em up com rolagem lateral desenvolvido pela Avit e publicado pela Activision. - Apresenta os seguintes personagens: Ciclope, Gambit, Homem de Gelo, Tempestade e Wolverine. |
| X-Men: Mutant Academy 2 Data de lançamento original: - AN: 17 de setembro de 2001 - EU: 21 de setembro de 2001 - JP: 6 de março de 2003 | Anos de lançamento por sistema: 2001 – PlayStation |
| X-Men: Mutant Academy 2 Data de lançamento original: - AN: 17 de setembro de 2001 - EU: 21 de setembro de 2001 - JP: 6 de março de 2003 | Notas: - Desenvolvido pela Paradox Development e publicado pela Activision. - Jogo de luta que apresenta heróis e vilões dos X-Men. |
| X-Men: Reign of Apocalypse Data de lançamento original: - AN: 26 de setembro de 2001 - EU: 5 de outubro de 2001                         | Anos de lançamento por sistema: 2001 – Game Boy Advance |
| X-Men: Reign of Apocalypse Data de lançamento original: - AN: 26 de setembro de 2001 - EU: 5 de outubro de 2001                         | Notas: - Jogo eletrônico de beat 'em up com rolagem lateral desenvolvido pela Digital Eclipse e publicado pela Activision. - Estreia os seguintes personagens: Ciclope, Tempestade, Wolverine e Rogue. |
| X-Men: Next Dimension Data de lançamento original:[carece de fontes?] - AN: 15 de outubro de 2002 - PAL: 22 de novembro de 2002         | Anos de lançamento por sistema: 2002 – GameCube, PlayStation 2, Xbox. |
| X-Men: Next Dimension Data de lançamento original:[carece de fontes?] - AN: 15 de outubro de 2002 - PAL: 22 de novembro de 2002         | Notas: - Desenvolvido pela Paradox Development e publicado pela Activision. - Jogo de luta que apresenta heróis e vilões dos X-Men. - Sequência do jogo Mutant Academy. |
| X-Men Legends Data de lançamento original:[carece de fontes?] - AN: 21 de setembro de 2004 - PAL: 22 de outubro de 2004                 | Anos de lançamento por sistema: 2004 – GameCube, PlayStation 2 e Xbox 2005 – N-Gage[carece de fontes?] |
| X-Men Legends Data de lançamento original:[carece de fontes?] - AN: 21 de setembro de 2004 - PAL: 22 de outubro de 2004                 | Notas: - Jogo eletrônico de RPG de ação desenvolvido pela Raven Software e publicado pela Activision. - Apresenta muitos personagens X-Men em um formato de jogabilidade cooperativa. |
| X-Men Legends II: Rise of Apocalypse Data de lançamento original: - AN: 20 de setembro de 2005 - PAL: 7 de outubro de 2005              | Anos de lançamento por sistema: 2005 – GameCube, Telefone celular, N-Gage, PC, PlayStation 2, PlayStation Portable e Xbox. |
| X-Men Legends II: Rise of Apocalypse Data de lançamento original: - AN: 20 de setembro de 2005 - PAL: 7 de outubro de 2005              | Notas: - Sequência de X-Men Legends. - Jogo eletrônico de RPG de ação desenvolvido pela Raven Software e publicado pela Activision. - Apresenta muitos personagens X-Men em um formato de jogabilidade cooperativa. |